# Picknickkäfer
Der Picknickkäfer (Glischrochilus quadrisignatus) ist ein Käfer aus der artenreichen Familie der Glanzkäfer. Die Gattung Glischrochilus ist in Europa mit sechs Arten vertreten, die alle schwarz sind und vier gelbliche Flecken haben.
Der Artname quadrisignatus (von lat. „quattuor“, in Verbindungen „quádri-“ „vier-“ und „signātus“ „gezeichnet“) benennt die vier Makel auf den Flügeldecken. Es gibt jedoch zwei weitere europäische Arten, Glischrochilus quadriguttatus und Glischrochilus quadripunctatus, deren Namen ebenfalls auf die vier Makel Bezug nimmt. Der Gattungsname Glischrochilus von altgr. γλίσχρος „glis-chrós“ für „klebrig“ und χῦλός „chilós“ für „Saft“ weist auf die Nutzung von ausfließendem Baumsaft als Nahrungsquelle hin. Der wenig gebräuchliche Name „Picknickkäfer“ ist die Übertragung des im Englischen Sprachraum etablierten Namens „picnic beetle“ und erklärt sich dadurch, dass die Art häufig beim Picknick im Freien anfliegt. Der englische Name ist jedoch für mehrere Arten der Gattung gebräuchlich.
Der Käfer nordamerikanischer Herkunft könnte auch in Europa ein bedeutender Schädling an verschiedenen Kulturpflanzen werden.

## Merkmale des Käfers
|                                                                      |                              |
| Abb. 1: verschiedene Ansichten                                       |                              |
|                                                                      |                              |
| Abb. 2: Schiene und Tarsus des Mittelbeins von innen                 | Abb. 3: Pro- sternalfortsatz |
|                                                                      |                              |
| Abb. 4: Kopf, links wenig, rechts stärker geneigt, gleiches Exemplar |                              |

Der länglich ovale Käfer hat eine stark variierende Länge von vier bis sechs, ausnahmsweise auch bis acht Millimeter. Der tiefbraune bis schwarze Körper ist länglich oval und leicht gewölbt. Er ist unbehaart und glänzend. Die vier Makel auf den Flügeldecken sind durch fehlendes Pigment bedingt, die Flügeldecken sind im Bereich der Makel transparent.
Der Kopf ist groß und dreieckig (Abb. 4). Die Mundwerkzeuge zeigen nach vorn. Die zweilappige Oberlippe ist mit dem Kopfschild verwachsen. Der Unterkiefer hat nur eine Lade. Die Oberkiefer sind an der Spitze zweizähnig, am Grund sitzt ein kleiner Mahlzahn. Das Endglied des Lippentasters ist walzenförmig und an der Spitze abgestutzt (Abb. 1). Die elfgliedrigen Fühler enden in einer ovalen, dreigliedrigen, abgeflachten Keule. Unter ihrer Einlenkung entspringt eine anfänglich nach unten verlaufende (Abb. 1), unter dem Kopf konvergierende Fühlerrinne (Abb. 1 links unten). Vor dem Halsschild ist der Kopf linienförmig eingedrückt, der Eindruck ist häufig als Naht ausgebildet. Er ist jedoch nur bei genügend geneigtem Kopf sichtbar, bei erhobenem Kopf fällt er optisch mit dem Vorderrand des Halsschildes zusammen (Abb. 4).
Der Halsschild ist trapezförmig mit leicht nach außen gewölbtem und gekehltem Seitenrand. Die Hinterwinkel sind etwas größer als neunzig Grad. Die Basis ist etwa eineinhalb mal so lang wie die Höhe.
Die glänzenden Flügeldecken sind etwa 1,25 mal so lang wie gemeinsam breit. Sie enden in beiden Geschlechtern nicht einzeln verrundet, sondern gemeinsam mehr oder weniger gerade abgestutzt. Sie lassen einen Teil des Pygidiums unbedeckt. Jede Flügeldecke trägt zwei blassgelbe oder rotgelbe Flecke. Der vorn liegende Schulterfleck (Humeralmakel) ist weit von der Flügeldeckennaht entfernt und umschließt die Schulterbeule nach innen und nach hinten bandförmig, nicht dreiästig. Außen erreicht er fast die Randauskehlung der Flügeldecken. Die Apikalmakel liegt im hintersten Drittel der Flügeldecke und ist mehr der Flügeldeckennaht genähert. Ihre Konturen erinnern entfernt an den Kontinent Australien. Das Schildchen ist gerundet und sehr breit (Abb. 1 links oben).
Die Beine sind kurz und kräftig, die Tarsen alle fünfgliedrig und gelblichbraun. Das vierte Tarsenglied ist kurz, das Krallenglied etwa so lang wie das erste bis vierte Tarsenglied gemeinsam. Die Vordertarsen sind beim Männchen erweitert. Der Außenrand der Mittelschiene verläuft nicht annähernd gerade, sondern alle Schienen sind außen leicht geschwungen und am Ende deutlich zahnförmig ausgezogen (Abb. 2). Die Vorderbrust ist zwischen den Vorderhüften nach hinten verlängert (Prosternalfortsatz). Der Prosternalfortsatz endet nicht abgestutzt, sondern deutlich gerundet (Abb. 3). Mittel- und Hinterhüften sind breit getrennt (Abb. 1 links unten).

## Biologie
Die Art kommt in sehr verschiedenen Biotopen vor. So wurden Tiere auf Ruderalflächen und Feldern, in Gärten und an Waldrändern gefunden, sowohl auf Trockenhängen als auch auf sumpfigen Wiesen. Während in Europa die frühen Funde von „blutenden Bäumen“ oder aus deren Umgebung stammen, folgten Meldungen aus Maisplantagen.
Die Weibchen sind relativ langlebig. Ein befruchtetes Weibchen kann etwa siebzig Tage lang Eier ablegen. Dabei werden bis zu 439, gewöhnlich um die dreihundert Eier einzeln oder in kleinen Paketen bis 2,5 Zentimeter tief in Böden abgelegt, die mit in Zersetzung begriffenem Pflanzenteilen durchsetzt sind. Die Eier können auch auf verrottendes Pflanzenmaterial direkt abgelegt werden, etwa in Komposthaufen mit Treber- und Obstresten oder auf Maiskolben, Kartoffeln oder Zwiebeln, die nach der Ernte auf den Feldern verblieben und zu Verrotten beginnen. Die Larven ernähren sich polyphag von verrottendem Pflanzenmaterial.
Unter Laborbedingungen bei 21 °C schlüpften die Larven etwa vier Tage nach der Eiablage, die Larvalentwicklung nahm 21 bis 22 Tage in Anspruch. Es gibt drei Larvenstadien. Im letzten Stadium werden die Larven bis zu sechs Millimeter lang. Das Puppenstadium dauerte knapp zwölf Tage, die geschlüpften Käfer blieben noch etwa 11 Tage in der Erde. Für den Zuchterfolg muss die Feuchtigkeit auf einem hohen Niveau gehalten und Pilzbefall unterbunden werden. Zur vollständigen Entwicklung bis zur Puppe ist eine Mindesttemperatur von 10 °C erforderlich, Kälteperioden bis zu 5 °C werden toleriert. Die Puppe benötigt zur Häutung mindestens 10,5 °C. Im Jahr können bis zu vier Generationen gezüchtet werden. In freier Natur erfolgt die Eiablage im Frühjahr. Der Käfer produziert im nördlichen Teil seines amerikanischen Verbreitungsgebietes eine Generation pro Jahr, im Süden sind es zwei Generationen. Auch in Ungarn wurden zwei Generationen pro Jahr festgestellt, für andere Länder Europas werden ein bis drei Generationen pro Jahr vermutet. Im Spätsommer können jedenfalls frischgeschlüpfte Käfer und vorjährige Weibchen gleichzeitig angetroffen werden. Es konnte gezeigt werden, dass Zuchtdauer und Zuchterfolg stark vom verwendeten Futter abhängen. Bei natürlicher Ernährung sind Männchen häufiger als Weibchen.
Die Imagines ernähren sich von reifen oder beschädigten Früchten, Gemüse, Mais, Pilzen, auch ausfließendem Baumsaft (Ahorn, Eiche). Zumindest bei Tomaten wurde nachgewiesen, dass beschädigte Früchte innerhalb dreier Tage umso anziehender auf die Käfer wirken, je mehr die Zersetzung fortschritt. Dabei landeten die anfliegenden Tiere nicht direkt auf den Früchten, sondern in deren Nähe auf dem Boden, um sie dann krabbelnd zu erreichen. Chemische Stoffe, die in reifen Früchten vorkommen, wirken als Lockstoffe und werden auch für Fallen verwendet.
Zur Überwinterung versteckt sich die Imago unter der Rinde, in Pflanzen oder im Boden in pflanzlichen Überresten. Die große Toleranz gegenüber Wärme und Feuchtigkeit fördert die Fähigkeit der Art zur Ausbreitung.
Das Sammlungsmaterial ergibt, dass die aus Nordamerika stammende Art einheimische Arten verdrängt. Die Auswirkungen der Verdrängung sind noch nicht untersucht worden. Durch Versuche wurde auch bestätigt, dass die Käfer phytopathogene Pilze auf Himbeeren übertragen.
Die Anwesenheit von Glischrochilus quadrisignatus vermindert andererseits die Schadwirkung des Maiszünslers, vermutlich durch mechanische Schädigung der Larven und Verzehr sterbender Larven.

## Schädlichkeit und Bekämpfung
Larven und Imagines schädigen Nutzpflanzen durch Fraß, die Larven allerdings nur nicht mehr wirtschaftlich nutzbares Pflanzenmaterial. Außerdem ermöglichen die Fraßgänge das Eindringen weiterer Schädlinge und Krankheitserreger. Schließlich sind Fälle der direkten Übertragung von Pilzerkrankungen durch die Käfer beobachtet worden. Während in Amerika jedoch die Schäden an Mais, Tomaten und verschiedenen Obstarten (Äpfel, Birnen, Aprikosen, Pfirsiche, Himbeeren) mit Verlusten bis zu vierzig Prozent erheblich sein können, trat die Art in Europa bisher nur begrenzt als Maisschädling auf. Der Käfer beißt die jungen noch milchigen Körner an und frisst sie aus. Wenn die Kornschale härter wird, stellt er die Fraßtätigkeit ein.
In den USA wird die Art zweimal jährlich chemisch bekämpft. Erfolgreich sind jedoch auch agrotechnische Maßnahmen wie schnelle Vernichtung befallener Kulturen, frühzeitiges tiefes Unterpflügen nach der Ernte und Entfernen von Maisrückständen.
In den USA wurden als natürliche Feinde sowohl entomopathogene Pilze als auch verschiedene parasitische Insekten (Braconidae, Tachinidae) zur Bekämpfung eingesetzt. Auch können durch Zucht weniger anfällige Sorten gewonnen werden.

## Verbreitung
Die aus Nordamerika stammende Art wurde nach dem Zweiten Weltkrieg erstmals in Berlin entdeckt. Vermutlich wurde sie während der Luftbrücke eingeführt. 1948 wurde der Käfer aus weiteren Stellen Deutschlands gemeldet. Seitdem hat er sich in Richtung Südosteuropa ausgebreitet (Österreich, Böhmen, Mähren, Slowakei, Ungarn, Serbien, Kroatien, Slowenien, Rumänien, Bulgarien). Danach wurde auch das westliche Russland, die Schweiz und Italien erreicht. Die ersten Meldungen aus Polen datieren zwischen 1989 und 1995. Inzwischen sind dort zahlreiche Fundorte bekannt. Heute ist die Art in nahezu ganz Europa verbreitet. Sie fehlt auf der Iberischen Halbinsel, in Nordeuropa und Irland, sowie in Belgien. Aus den Baltischen Staaten wurde der Käfer erstmals 2007 gemeldet. Die Erweiterung des Verbreitungsgebietes dieser Adventivart hängt möglicherweise mit der Klimaerwärmung zusammen.